# Góry Zachodniosachalińskie
Góry Zachodniosachalińskie (ros. Западно-Сахалинские горы, Zapadno-Sachalinskije gory; także: Западный хребет, Zapadnyj chriebiet) – góry w azjatyckiej części Rosji, w południowo-zachodniej części Sachalinu. Rozciągają się na długości ok. 650 km. Najwyższy szczyt, Góra Powrotu, osiąga 1325 m n.p.m. Składają się z kilku mniejszych, porozdzielanych dolinami, równolegle położonych pasm, z których główne to Kamyszowyj chriebiet i Jużno-Kamyszowyj chriebiet. Góry zbudowane głównie z łupków, piaskowców, zlepieńców i skał magmowych. Występują złoża węgla kamiennego. W pobliżu przylądka Łamanon znajdują się wygasłe wulkany – Iczara i Krasnowa. Na południowo-zachodnich stokach, na skutek działania ciepłego Prądu Cuszimskiego, występują lasy mieszane. Stoki północne i wschodnie porośnięte są tajgą świerkowo-jodłową z domieszką sasy kurylskiej.